# Rensis Likert

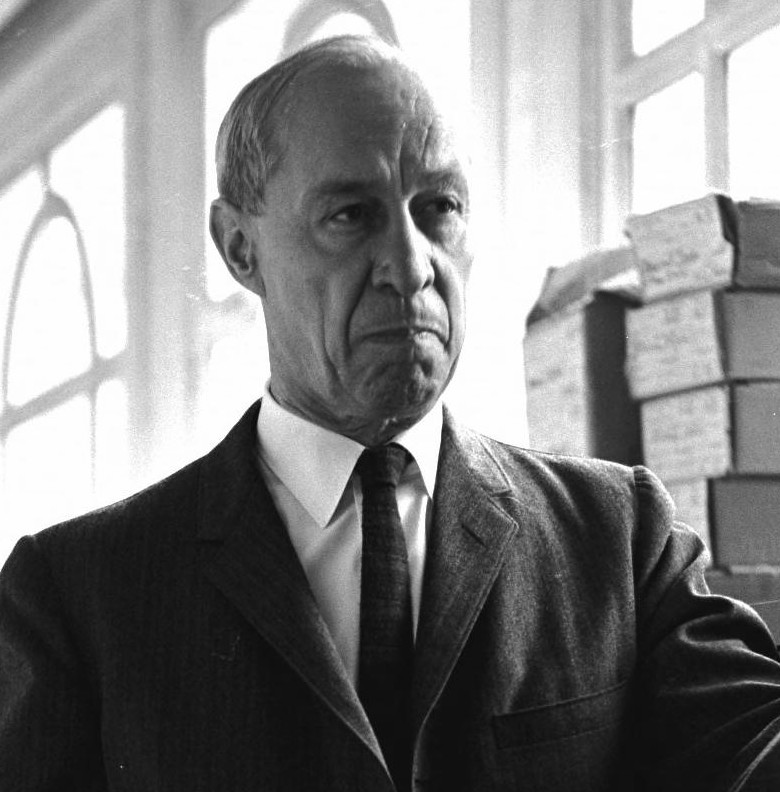
Rensis Likert w grudniu 1961

Rensis Likert (wym. ang. /ˈrɛnzɪs ˈlɪkərt/, ur. 5 sierpnia 1903, zm. 3 września 1981) – amerykański badacz społeczny. Był założycielem Instytutu Badań Społecznych na Uniwersytecie Michigan oraz jego dyrektorem w latach 1946–1970. Jest najbardziej znany z opracowania skali Likerta.